# Nimbus (satélite)

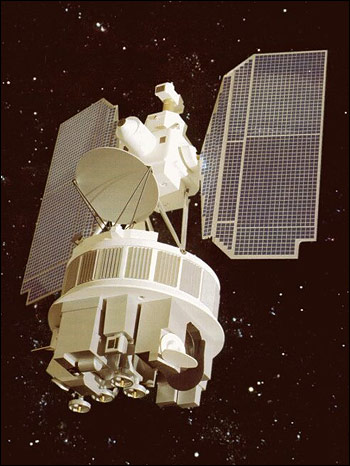
Concepção artística do desenho geral dos satélites Nimbus.

Nimbus é a nomenclatura de uma série de satélites meteorológicos dos Estados Unidos, colocados em órbitas heliossíncronas, estabilizados em relação à Terra de modo que suas câmeras, dirigidas para a superfície terrestre, captem imagens da superfície à mesma hora, todos os dias.
A tecnologia empregada e as lições aprendidas com as missões dos satélites Nimbus são a herança da maioria dos satélites de observação da Terra que a NASA e a NOAA lançaram nesses últimos trinta anos.

## Histórico operacional dos satélites Nimbus
| Satélite | Data de lançamento     | Data de queda          |
| -------- | ---------------------- | ---------------------- |
| Nimbus 1 | 28 de Agosto de 1964   | 16 de Maio de 1974     |
| Nimbus 2 | 15 de Maio de 1966     | 17 de Janeiro de 1969  |
| Nimbus 3 | 14 de Abril de 1969    | 22 de Janeiro de 1972  |
| Nimbus 4 | 8 de Abril de 1970     | 30 de Setembro de 1980 |
| Nimbus 5 | 11 de Dezembro de 1972 |                        |
| Nimbus 6 | 12 de Junho de 1975    |                        |
| Nimbus 7 | 24 de Outubro de 1978  |                        |